# Stenolemus spiniventris
Stenolemus spiniventris är en insektsart som beskrevs av Victor Antoine Signoret 1858. Stenolemus spiniventris ingår i släktet Stenolemus och familjen rovskinnbaggar. Inga underarter finns listade i Catalogue of Life.